# Cheilosia alaskensis
Cheilosia alaskensis är en tvåvingeart som först beskrevs av Hunter 1897.  Cheilosia alaskensis ingår i släktet örtblomflugor, och familjen blomflugor. Inga underarter finns listade i Catalogue of Life.